# جوزيف بي داي
جوزيف بي داي (بالإنجليزية: Joseph P. Day)‏ هو شخصية أعمال أمريكي، ولد في 1874 في نيويورك في الولايات المتحدة، وتوفي في 1924.